# Chronomyrmex
Chronomyrmex este un gen dispărut de furnici din subfamilia Dolichoderinae. Genul conține doar o singură specie Chronomyrmex medicinehatensis, descoperită în Canada și descrisă în 2013.